# آخرین تور در جهان
آخرین تور در جهان (به اسپانیایی: El Último Tour Del Mundo) سومین آلبوم استودیویی انفرادی و به‌طورکلی چهارمین آلبوم از رپر و خواننده اهل پورتوریکو بد بانی است. این آلبوم در ۲۷ نوامبر ۲۰۲۰ توسط ریمز اینترتنمنت منتشر شد. این اثر به نخستین آلبوم به‌طور کامل اسپانیایی‌زبان تبدیل شد که در صدر جدول بیلبورد ۲۰۰ قرار می‌گیرد. همچنین تک‌آهنگ لید آلبوم با عنوان «داکیتی» به صدر جدول ۲۰۰ آهنگ جهانی بیلبورد رسید.